# 阿列克謝·崔
阿列克謝·弗拉基米羅維奇·崔（1977年4月2日—），是一位韓裔哈薩克斯坦政治人物。他曾經在2019年2月19日至2020年6月22日期間擔任該國總統事務管理局醫療中心主任，並自2020年6月25日起正式出任衛生部部長。

## 早年生活和教育
阿列克謝於1977年4月2日在蘇聯哈薩克蘇維埃社會主義共和國南哈薩克州奇姆肯特（現哈薩克斯坦奇姆肯特）出生，大學時期於南哈薩克斯坦國立醫學院修讀醫科並在2001年順利畢業，其後他於2002年至2004年期間進入哈薩克國立醫學院成為一名全職研究生。2007年，阿列克謝取得達涅克爾國際法和國際商業學院（Институт международного права и международного бизнеса «Данекер»）法學學位，以及憑《在胎兒肝細胞移植效率方面使用長期超低溫冷凍保存方法的作用》（Роль длительной криоконсервации в эффективности трансплантации фетальных гепатоцитов）一文獲得哈薩克斯坦衛生部下屬國家科學醫學中心頒發的醫學副博士學位，後來他更在2015年取得俄羅斯聯邦總統國民經濟與國家行政學院企業管理高等學院頒發的工商管理博士學位。

## 仕途
阿列克謝於2001年至2007年時入職哈薩克斯坦衛生部下屬國家科學醫學中心先後擔任重建外科和移植中心內窺鏡外科醫生與高級研究員以及內科中心首席研究員等職務，期間他曾在2002年至2004年另外兼任葛蘭素史克阿斯塔納（現努爾蘇丹）地區發展部經理，以及於2006年至2009年出任歐亞呼吸學會秘書長。
2007年9月，阿列克謝獲委任為總統事務管理局現代醫療技術引進中心主任，約兩年半後被調往總統事務管理局醫療中心擔任主任和旗下雜誌總編輯，其後他在2011年11月離開總統事務管理局改任阿斯塔納市第一醫院首席醫生。2014年12月，阿列克謝加入政府出任衛生和社會發展部副部長，兩年多後改任衛生部副部長，隨後更於2019年2月重回總統事務管理局醫療中心擔任主任。
2020年6月14日，時任哈薩克斯坦衛生部部長葉爾詹·比爾塔諾夫在社交媒體上透露自己確診感染2019冠狀病毒病並正在接受治療，八天後哈薩克斯坦政府任命阿列克謝·崔出任衛生部第一副部長並代理部長一職。同月25日，哈薩克斯坦第二任總統卡瑟姆若馬爾特·托卡耶夫發佈政令以及簽署第358號總統令，分別解除葉爾詹·比爾塔諾夫衛生部部長職務和任命阿列克謝·崔為新任衛生部部長。

## 榮譽
阿列克謝曾經於2019年5月29日獲得「為歐亞經濟聯盟發展作出貢獻」（За вклад в развитие Евразийского экономического союза）獎章。